# Urmia Lacus
L'Urmia Lacus è una struttura geologica della superficie di Titano.